# 包瑞嘉
包瑞嘉（Richard Dennis Baum，1940年7月8日—2012年12月14日），美国知名汉学家，加州大学洛杉矶分校政治学教授。

## 簡介
包瑞嘉是加州大学洛杉矶分校中国研究中心(Center for Chinese Studies)主任，在该校执教44年。
包瑞嘉制作并发布了《中国兴衰史》(Fall and Rise of China)。这个由48部分组成的演讲视频于2010年出版，是“伟大课程”系列(Great Courses)的一部分。他还于同年出版了回忆录《中国观察家》(China Watcher: Confessions of a Peking Tom)。
2008年，包瑞嘉与逾160名知名学者及作家一起，吁请胡锦涛释放刘晓波。包瑞嘉在Chinapol邮件论坛上发布了一份请愿书。

## 主要著作
- China Watcher: Confessions of a Peking Tom
- Prelude to Revolution: Mao, the Party and the Peasant Question